# Јаник Караско
Јаник Фереира Караско (хол. Yannick Ferreira Carrasco; Вилворде, 4. септембар 1993) јесте белгијски фудбалер и репрезентативац који тренутно игра за Ел Шабаб.

## Каријера
Караско игра на позицији крила. Професионалну каријеру је започео у Монаку, где је дао 15 голова на 81 службених утакмица. У првој сезони са Монаком је освојио Лигу 2, а у другој сезони је завршио на другом месту Лиге 1. У јулу 2015. године је прешао у шпански Атлетико Мадрид за 20 милиона евра, где је потписао петогодишњи уговор. Свој први гол је постигао против Реал Сосиједада. У финалу Лиге шампиона 2015/16. је ушао као замена у 46. минуту. Тридесет минута касније је дао гол против Реал Мадрида. Караско је био први Белгијанац који је постигао гол у финалу европског такмичења.
Од 26. фебруара 2018. заједно са саиграчем Николасом Гаитаном постао је члан кинеског Далијан Ифана.
За белгијску фудбалску репрезентацију дебитовао је 28. марта 2015. године у квалификационој утакмици против Кипра. Представљао је Белгију на Европском првенству 2016. у Француској и на Светском првенству 2018. године у Русији.

## Приватни живот
Године 2017. оженио се за бившу Мис Белгије Ноеми Апарт. Отац му је пореклом Португалац а мајка Шпанкиња.

## Трофеји
Монако
- Друга лига Француске (1) : 2012/13.

Атлетико Мадрид
- Првенство Шпаније (1) : 2020/21.
- УЕФА Лига Европе (1) : 2017/18.

## Статистика каријере

### Репрезентативна
Статистика до 1. децембра 2022.
| Белгија | Белгија | Белгија |
| Год.    | Наступи | Голови  |
| ------- | ------- | ------- |
| 2015    | 4       | 0       |
| 2016    | 11      | 4       |
| 2017    | 7       | 1       |
| 2018    | 12      | 0       |
| 2019    | 7       | 1       |
| 2020    | 3       | 0       |
| 2021    | 10      | 2       |
| 2022    | 8       | 0       |
| 2023    | 2       | 1       |
| Укупно  | 64      | 9       |